# Oedipodiella australis
Oedipodiella australis är en bladmossart som beskrevs av Hugh Neville Dixon 1922. Oedipodiella australis ingår i släktet Oedipodiella och familjen Gigaspermaceae. Inga underarter finns listade i Catalogue of Life.